# Akh (mitologia)
Akh va ser un dels elements de l'ésser humà per als antics egipcis, encara que va variar de significat al llarg de la història de la mitologia egípcia. Al principi va ser la inalterable unificació de Ka i Ba, els altres components de l'esperit en la mitologia egípcia, que creava la unió després de la mort del cos físic. En aquest sentit era com una mena de "fantasma".
| G25 |

| G25 |

## Creences posteriors
Després d'això va passar a ser part del Aj-Aj, el conjunt d'Akh d'altres persones, déus i animals. Amb aquest enfocament era l'aspecte que tindria la persona quan es reunís amb els déus en l'inframón, la  Duat , sent immortal i inalterable.
Posteriorment el Ka va ser considerat com el canvi dins de l'Akh i del Ba després de la mort, el contrari a unir-se amb el Ba per esdevenir Akh. Dins d'aquesta creença l'Akh romania cert temps en l'inframón abans de tornar i ser reencarnat com Ca, amb un nou Ba.
La separació d'Akh i Ba i unió de Ka i Ba s'aconseguien després de la mort mitjançant els textos i encanteris funeraris, amb l'objectiu de portar força. Una vegada que això s'aconseguia, era segur que aquest individu no "moriria una segona vegada", una mort que suposaria la fi de l'existència.
Per als antics egipcis els components de l'esperit humà eren: Ib, Ka, Ba,  Akh , Ren i Sheut.